# Бочейково
Боче́йково (бел. Бачэ́йкава) — агрогородок в Бешенковичском районе Витебской области Беларуси. Административный центр Бойчековского сельсовета. Расположен в 22 км от городского посёлка Бешенковичи на берегах реки Улла, которая впадает в Западную Двину. Через Бочейково проходит автомобильная дорога М3 (Минск — Витебск). 

## История

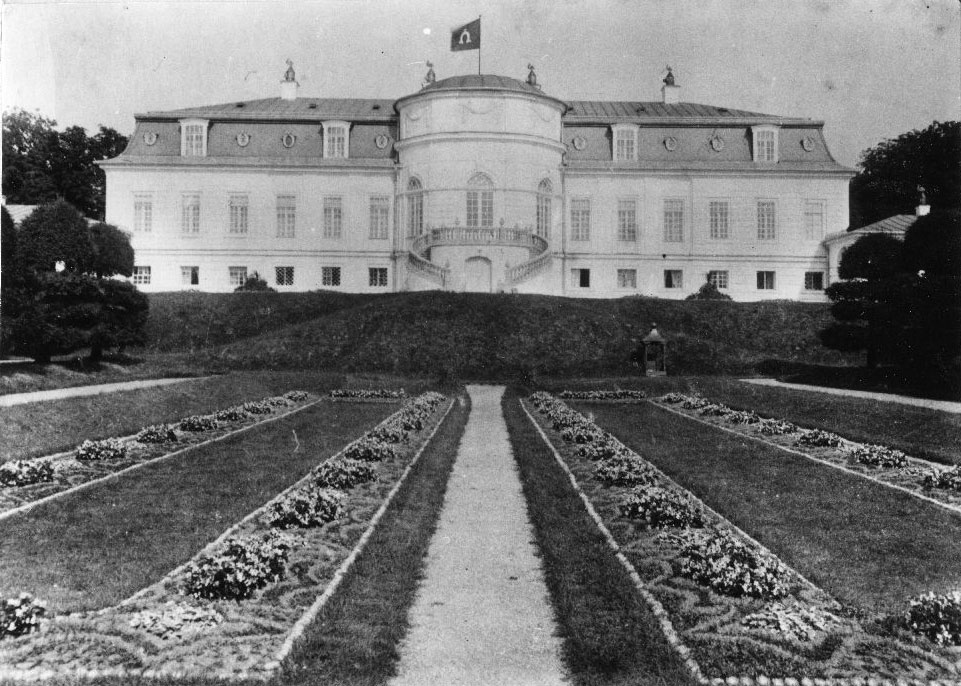
Усадьба Тихоновецких

В эпоху польского владычества Бочейков (Boczejkow) местечко Полоцкого воеводства. По переписи 1766 года Бочейковский прикагалок насчитывал 75 евреев.
Поскольку село Бочейково находилось на главной и кратчайшей дороге из Вильны в Витебск, на судоходной реке Улле, российский император Николай I предполагал построить здесь мощную крепость. Проект таковой из ядра, окруженного «большими отдельными укреплениями», был составлен по его указаниям генералом К. И. Опперманом ещё в 1819 году, но так и не был осуществлён. Согласно ВЭС, с инженерной точки зрения прожект интересен тем, что представляет один из первых после 1815 года проектов крепости, окруженной отдельными укреплениями, удаленными до трёхсот саженей от главной ограды.
В деревне до сих пор сохранился парк, по красоте считавшийся одним из лучших в Европе XVIII века.

## Население
- 2009 год — 865 человек[4].
- 2019 год — 731 человек.

## Культура
- Дом культуры
- Музей ГУО "Бочейковская средняя школа Бешенковичского района имени М. А. Высогорца"

## Достопримечательности

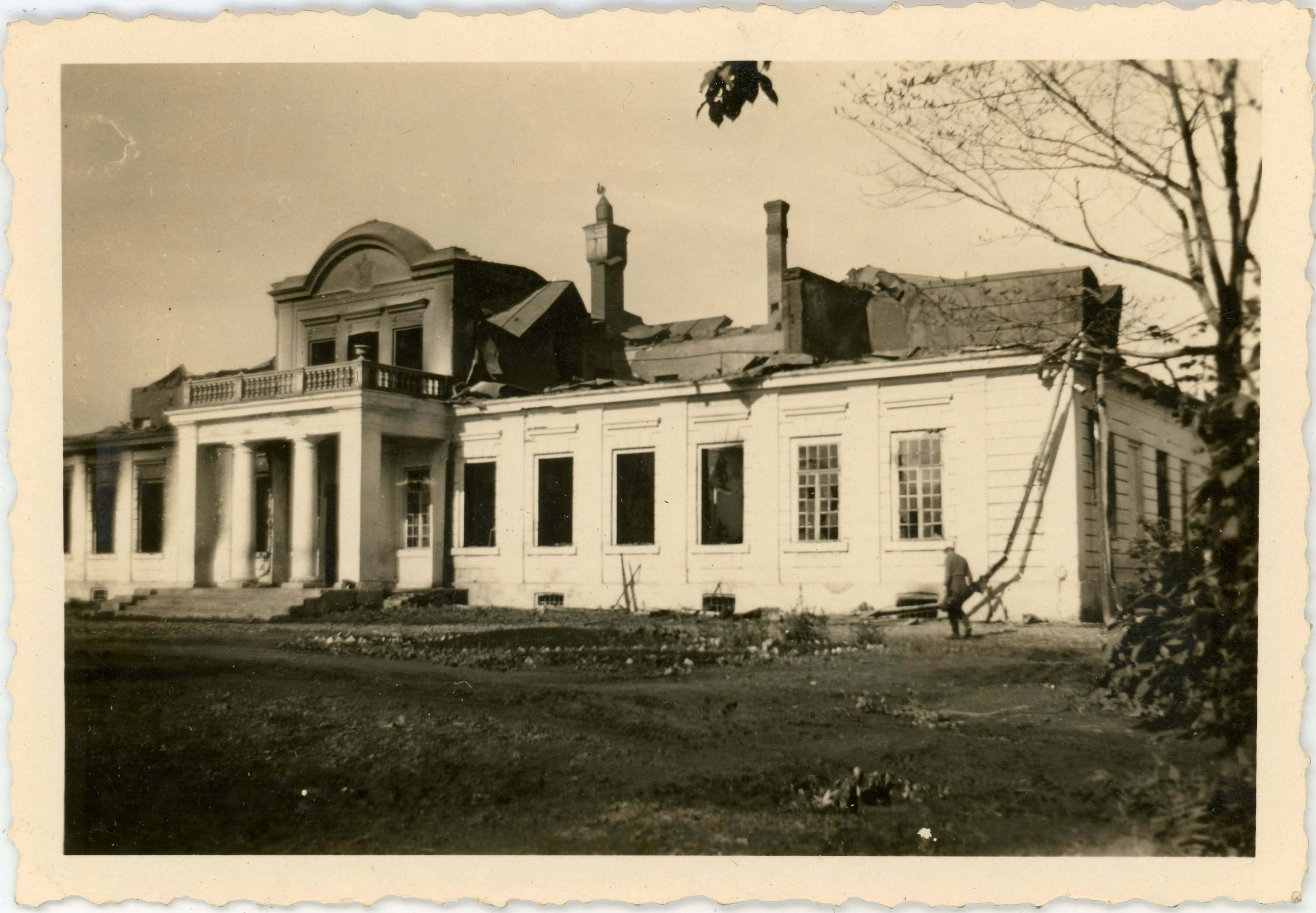
Дворец в Бочейково, повреждённый во время боевых действий. Июль 1941 года.

- Дворец в Бочейково, повреждённый во время боевых действий. Июль 1941 года.Усадебно-парковый комплекс Тихоновецких (XVIII в.)
  - Бочейковский парк (1769) — памятник садово-паркового искусства, единственный в Беларуси парк французского типа с симметрично-осевой планировкой —  Историко-культурная ценность Республики Беларусь, шифр 213Г000146
- Археологический памятник — курганный могильник. Известен с 1873 года, обследовался в 1972 и 1981 годах.
  - Курганный могильник-1 (2 насыпи), ул. Кравченко, 3 —  Историко-культурная ценность Республики Беларусь, шифр 213В000908
  - Курганный могильник-1 (2 насыпи), на правом берегу р. Улла —  Историко-культурная ценность Республики Беларусь, шифр 213В000909
- Еврейское кладбище
- Братская могила красноармейцев. Похоронен 21 красноармеец, погибли в 1918 году.
- Памятник землякам. В память о 124 жителях деревень колхоза «Бочейково», погибших в годы Великой Отечественной войны. Установлен в 1968 году.
- Могила майора Красной Армии Александра Гавриловича Воробья, погибшего 29 июня 1944 года.

### Утраченное наследие
- Дворец Тихоновецких (XVIII в.)
- Церковь Преображения Господнего (1675)

## Галерея

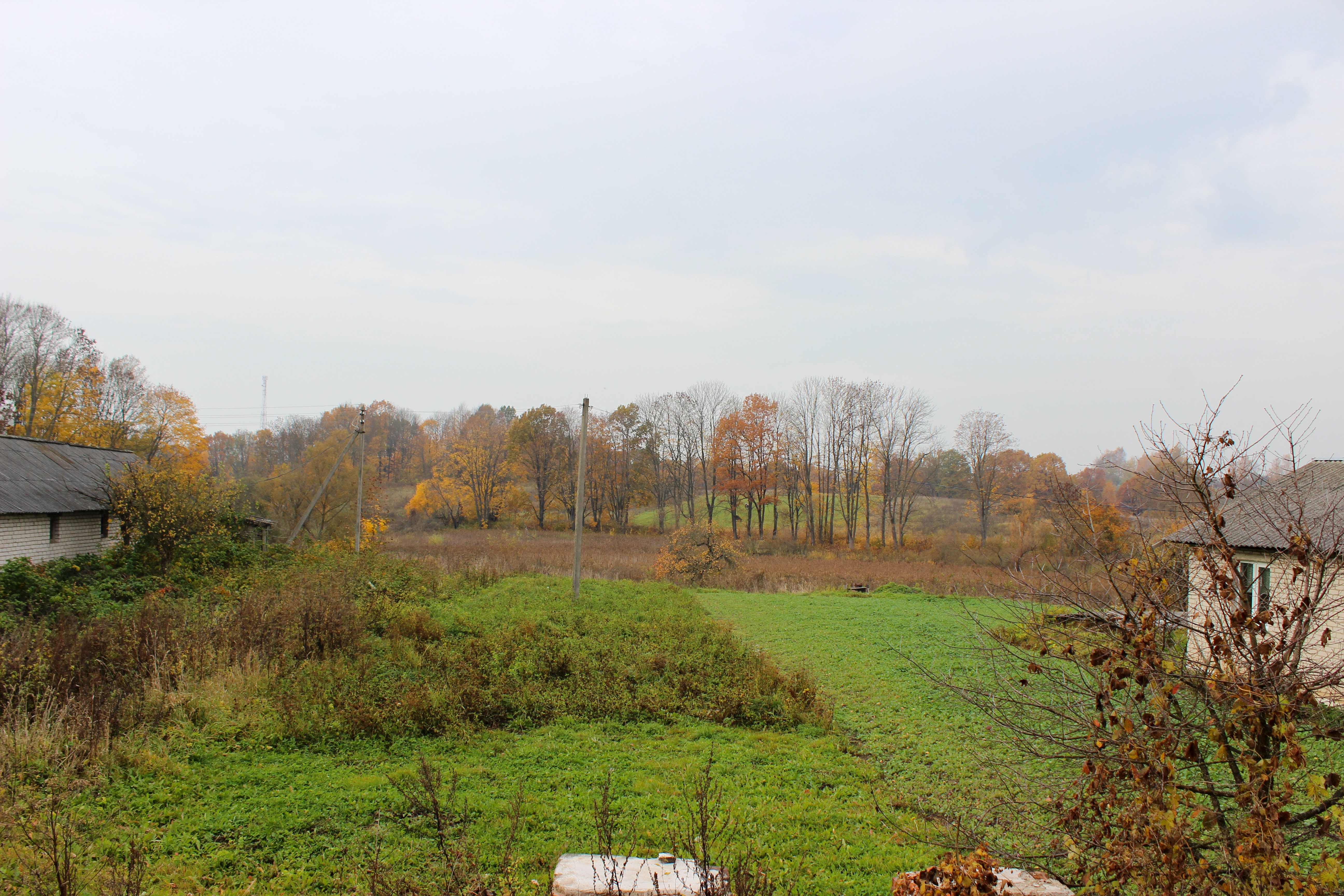
Усадебно-парковый комплекс Тихоновецких
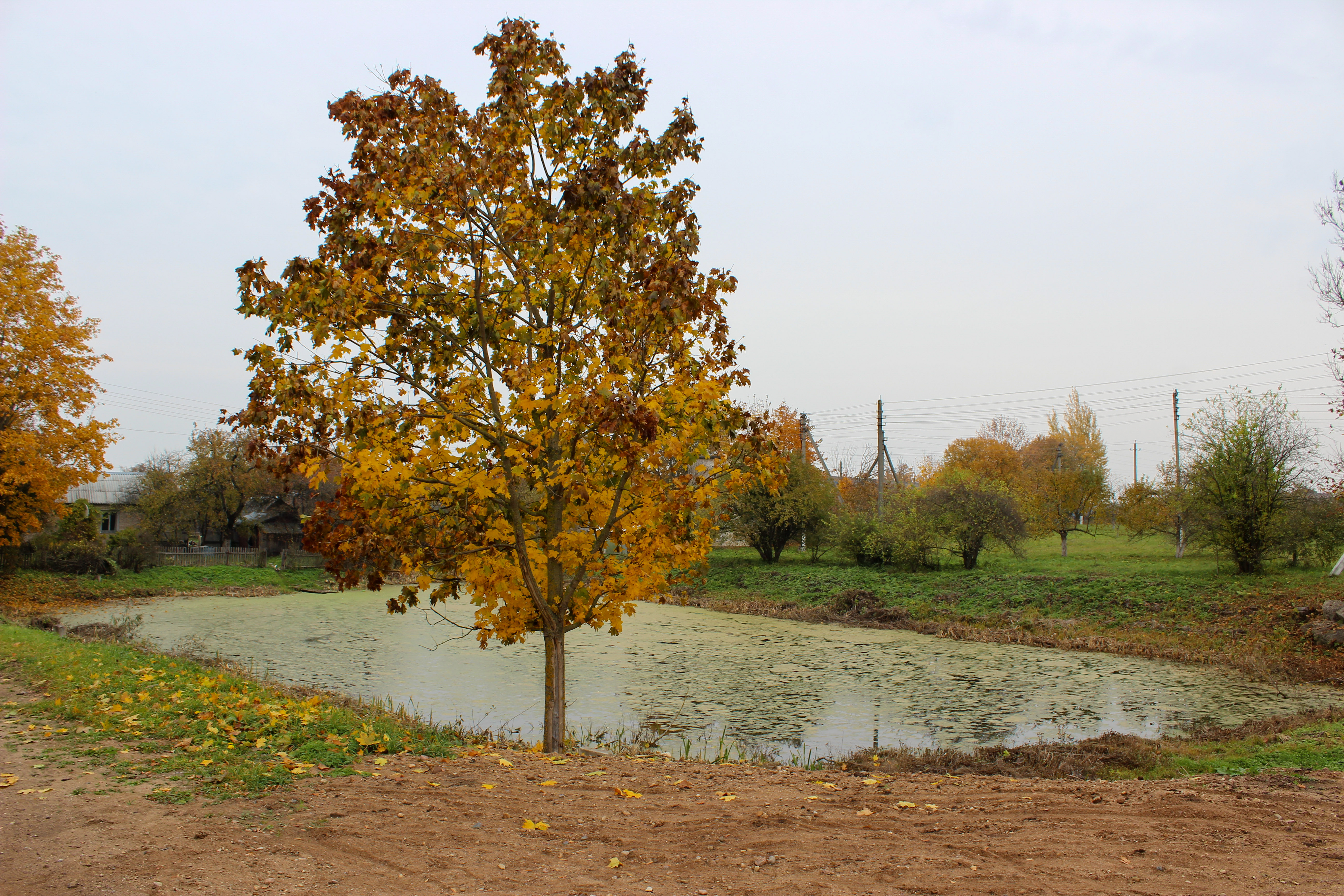
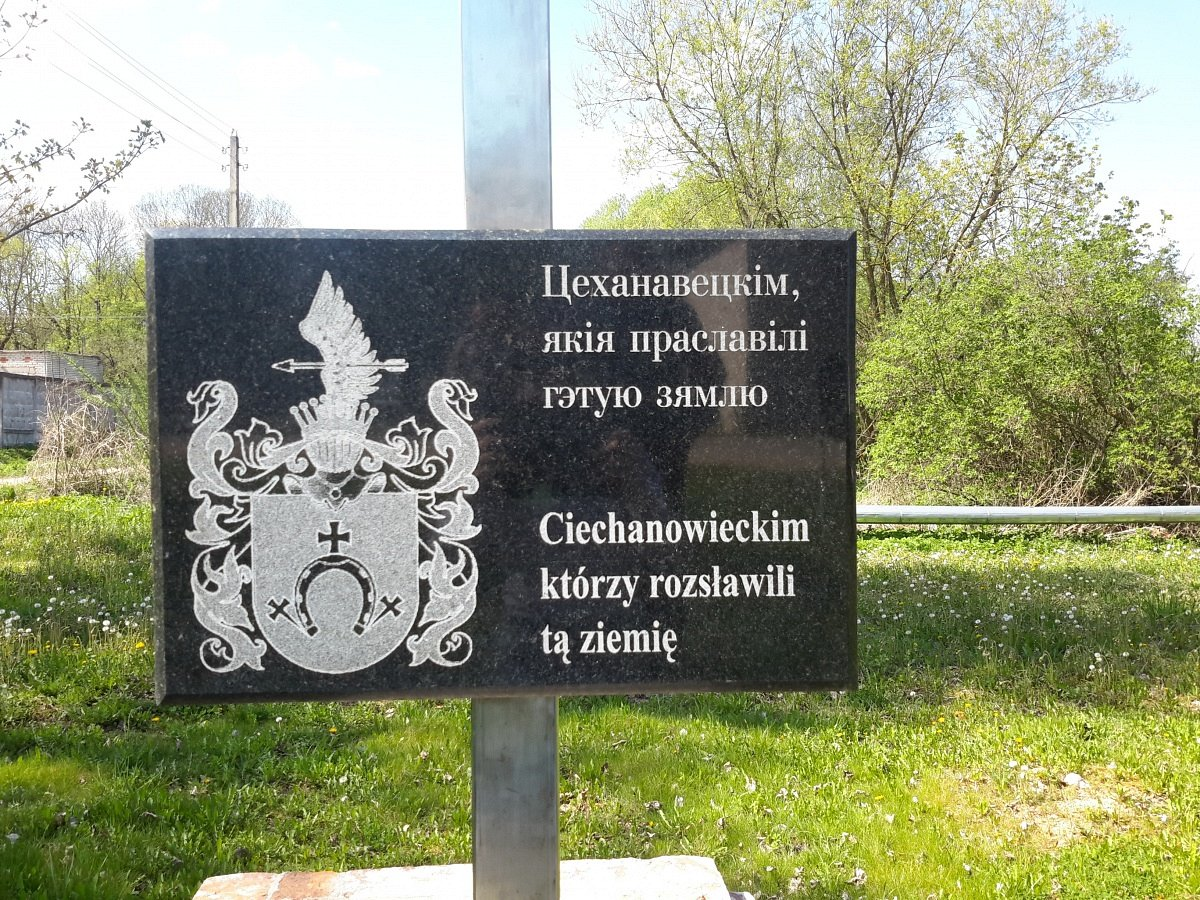
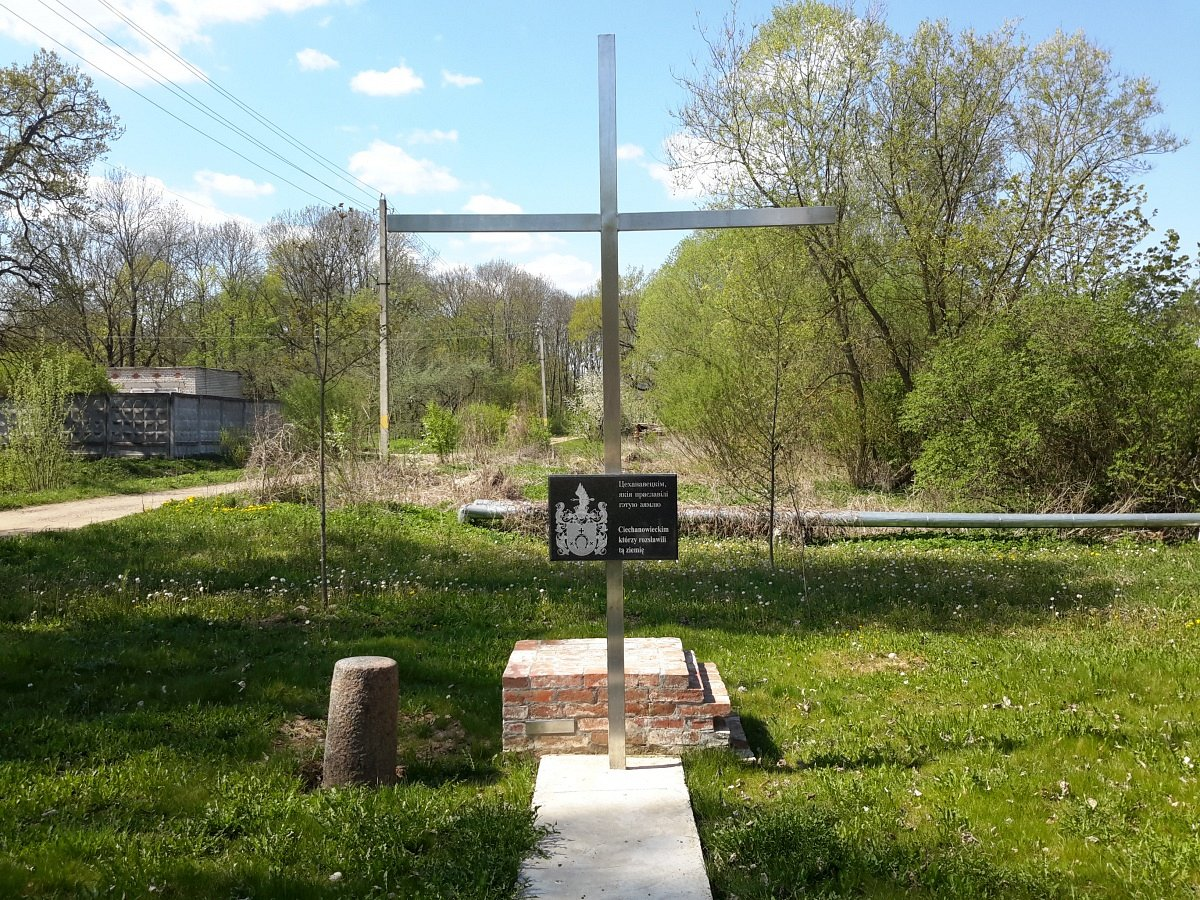
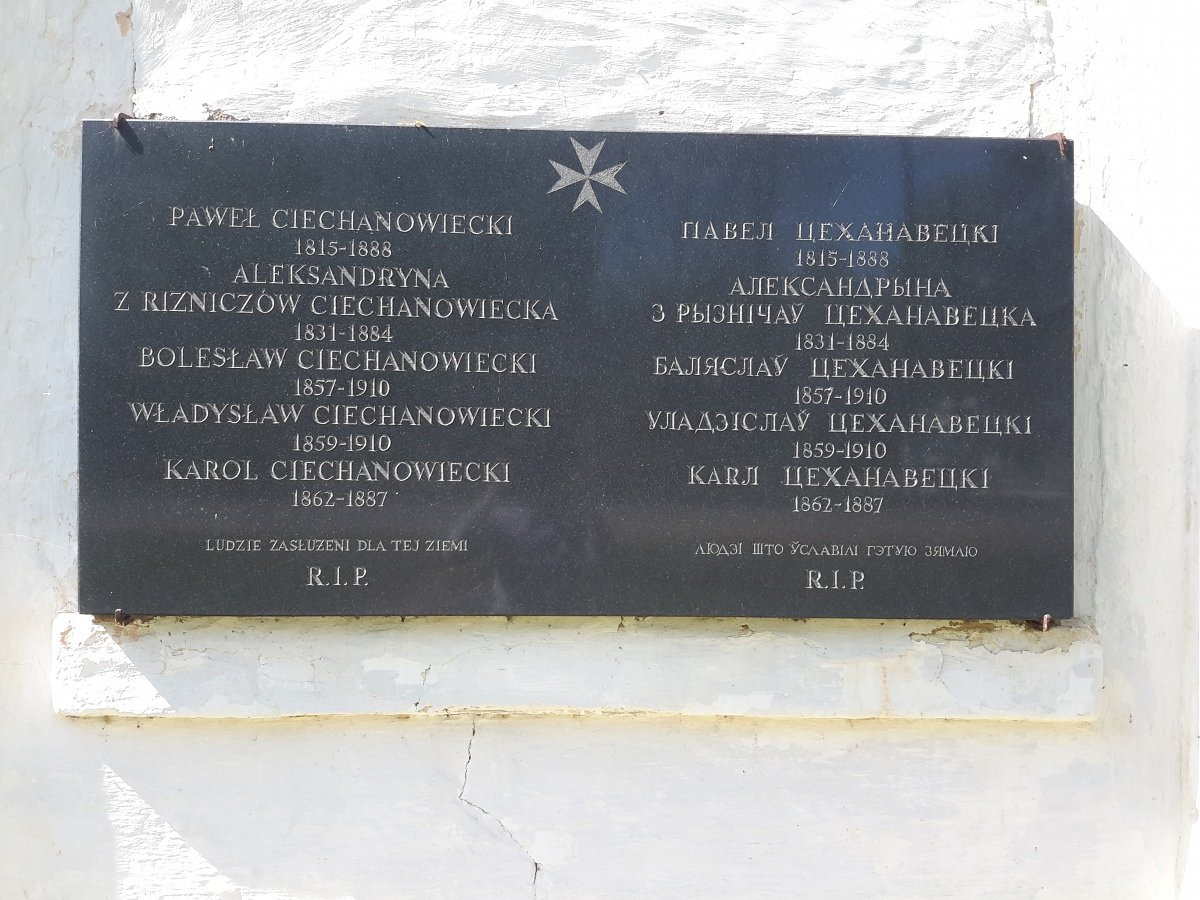